# Czechoslovakian International 1984
Die Czechoslovakian International 1984 im Badminton fanden vom 4. bis zum 8. Oktober 1984 in Prag statt. Der Austragungsort war die Sporthalle TJ Spoje Praha.

## Sieger und Platzierte
| Disziplin    | Gold                                  | Silber                                   | Bronze                              |
| ------------ | ------------------------------------- | ---------------------------------------- | ----------------------------------- |
| Herreneinzel | Kim Brodersen                         | Claus Thomsen                            | Karel Lakomý                        |
| Herreneinzel | Kim Brodersen                         | Claus Thomsen                            | Miroslav Šrámek                     |
| Dameneinzel  | Charlotte Hattens                     | Monika Cassens                           | Lisbet Stuer-Lauridsen              |
| Dameneinzel  | Charlotte Hattens                     | Monika Cassens                           | Tatyana Litvinenko                  |
| Herrendoppel | Kim Brodersen Claus Thomsen           | Miroslav Šrámek Richard Hobzik           | Viktor Samarin Chesnitskiy          |
| Herrendoppel | Kim Brodersen Claus Thomsen           | Miroslav Šrámek Richard Hobzik           | Heinz Fischer Klaus Fischer         |
| Damendoppel  | Tatyana Litvinenko Viktoria Pron      | Charlotte Hattens Lisbet Stuer-Lauridsen | Taťána Šrámková Jaroslava Balcarová |
| Damendoppel  | Tatyana Litvinenko Viktoria Pron      | Charlotte Hattens Lisbet Stuer-Lauridsen | Monika Cassens Petra Michalowsky    |
| Mixed        | Erfried Michalowsky Petra Michalowsky | Claus Thomsen Lisbet Stuer-Lauridsen     | Miroslav Šrámek Taťána Šrámková     |
| Mixed        | Erfried Michalowsky Petra Michalowsky | Claus Thomsen Lisbet Stuer-Lauridsen     | Thomas Mundt Monika Cassens         |

## Finalergebnisse
| Disziplin    | Sieger                                | Finalist                                 | Ergebnis            |
| ------------ | ------------------------------------- | ---------------------------------------- | ------------------- |
| Herreneinzel | Kim Brodersen                         | Claus Thomsen                            | 11–15, 15–2, 15–3   |
| Dameneinzel  | Charlotte Hattens                     | Monika Cassens                           | 11–4, 11–8          |
| Herrendoppel | Kim Brodersen Claus Thomsen           | Miroslav Šrámek Richard Hobzik           | 15–7, 15–9          |
| Damendoppel  | Tatyana Litvinenko Viktoria Pron      | Charlotte Hattens Lisbet Stuer-Lauridsen | 12–15, 15–13, 15–12 |
| Mixed        | Erfried Michalowsky Petra Michalowsky | Claus Thomsen Lisbet Stuer-Lauridsen     | 9–15, 15–8, 15–11   |